# Roseateles
Roseateles es un género de bacterias gramnegativas de la familia Comamonadaceae. Fue descrito en el año 1999. Su etimología hace referencia a rosa incompleto. Son bacterias aerobias y móviles. Se encuentran en aguas y suelos. Actualmente contiene tres especies: Roseateles aquatilis, Roseateles depolymerans y Roseateles terrae. 